# Individualisme en Socialisme

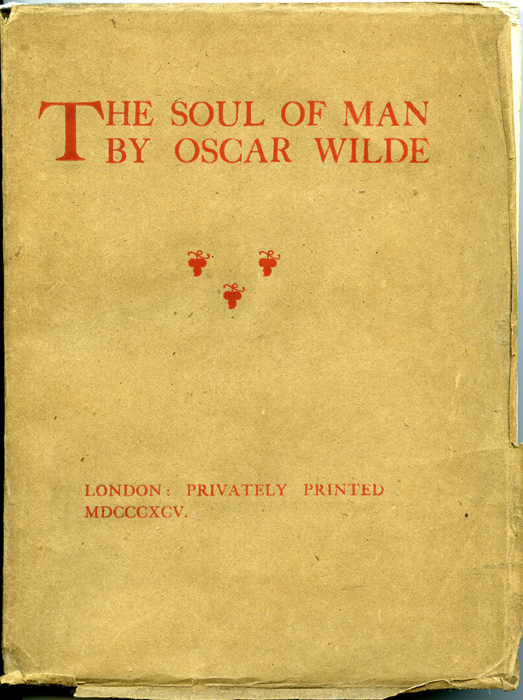
Kaft van The Soul of Man under Socialism (1895)

Individualisme en Socialisme (oorspronkelijke Engelse titel: The Soul of Man under Socialism) is een essay van Oscar Wilde, waarin hij blijk geeft van een libertair-socialistisch/anarchistisch wereldbeeld.
In Individualisme en Socialisme betoogt Wilde dat in het kapitalisme de meerderheid van de mensen gedwongen is tot een "ongezond altruïsme": in plaats van hun ware talenten te realiseren, hebben zij een dagtaak aan het oplossen van de sociale problemen die het kapitalisme voortbrengt. In een socialistische samenleving, daarentegen, bestaan deze problemen niet meer: "het socialisme als zodanig", schrijft Wilde, "zal zijn waarde hebben om de eenvoudige reden dat het voeren zal tot een hoger individualisme."
Het essay verscheen in 1891 in de Pall Mall Gazette en in 1904 voor het eerst in boekvorm. In 1913 verscheen de Nederlandse vertaling van P.C. Boutens. Het essay had sterke invloed op de jonge Jacques de Kadt.